# Полицейско управление в Ел Ей
„Полицейско управление в Ел Ей“ (на английски: L.A.P.D.: To Protect and to Serve) е американски екшън от 2001 г.

## Актьорски състав
| Актьор        | Роля                 |
| ------------- | -------------------- |
| Марк Сингър   | Сам (Стийл)          |
| Стив Бачич    | Ричард (Уейд)        |
| Майкъл Мадсън | Лейтанант Александър |
| Денис Хопър   | Елсуърд              |
| Уейн Кравфорд | Сержант Секстън      |
| Чарлз Дърнинг | Стюарт Стийл         |
| Киара Хънтър  | Кимбърли             |
| Джон Новак    | Кърби                |